# Stockenboi
Stockenboi – gmina w Austrii, w kraju związkowym Karyntia, w powiecie Villach-Land. Liczy 1631 mieszkańców (1 stycznia 2015).
W skład gminy wchodzą następujące miejscowości: Aichach Alberden, Drußnitz, Gassen, Hammergraben, Hochegg, Hollernach, Liesing, Mauthbrücken, Mösel, Ried, Rosental, Scharnitzen, Seetal am Goldeck, Stockenboi, Tragail, Unteralm, Weißenbach, Wiederschwing, Ziebl oraz Zlan.